# Pakora

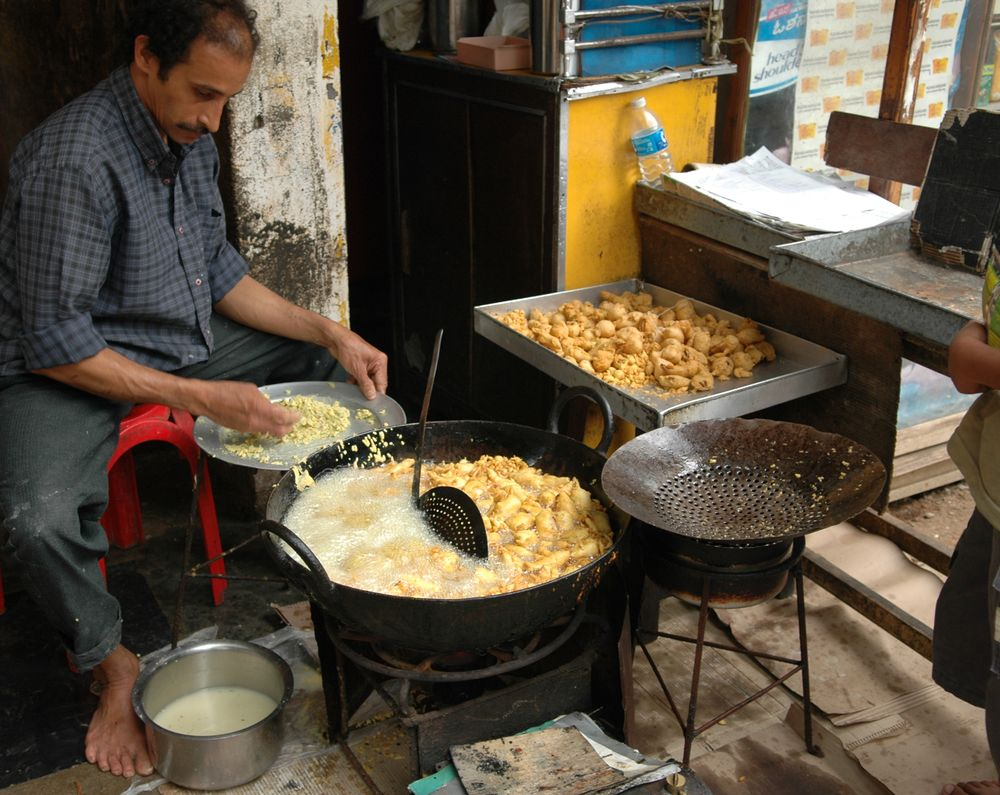
Mann bei der Pakora-Herstellung

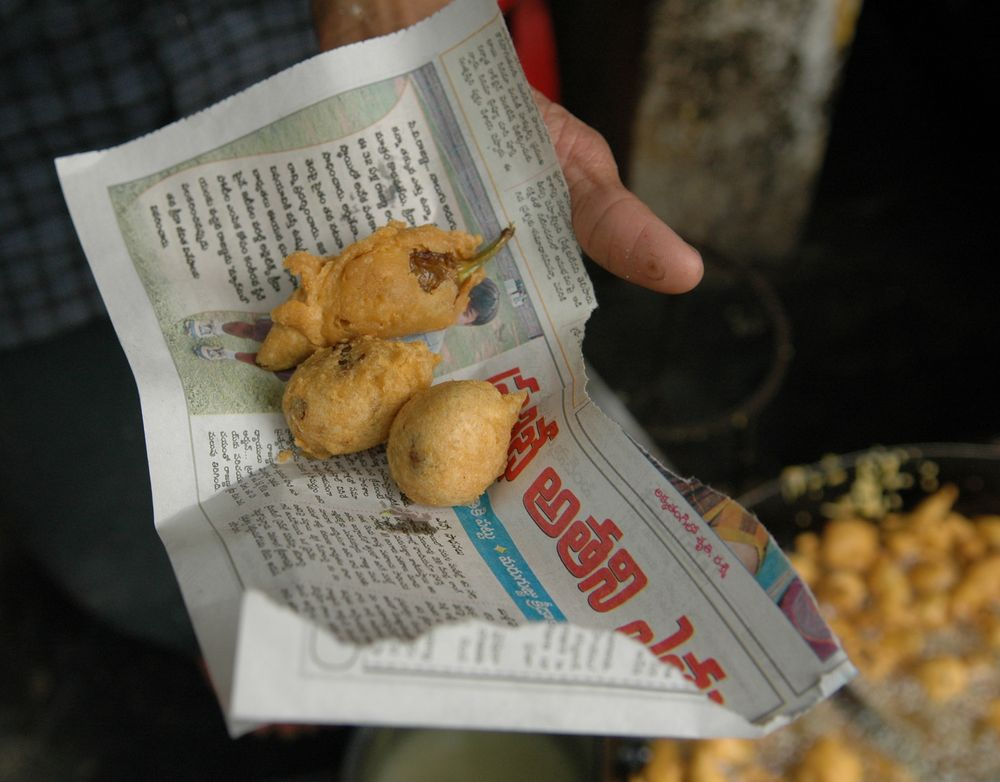
Pakora (Bajji), typischerweise auf Zeitungspapier überreicht

Pakora [pəˈkɔːɽa], Pakoda oder Bhajia beziehungsweise Bhaji [ˈbɑːd͡ʒi] (Frittiertes), ist ein verbreitetes Gericht der indischen Küche und pakistanischen Küche und bezeichnet Stücke von Gemüse oder Fleisch, die von einem Teig aus Kichererbsen oder Gram umhüllt und in heißem Fett ausgebacken werden. Pakora wird als Snack, als Vorspeise oder Beilage zu anderen Gerichten serviert.

## Beschreibung
Pakora besteht aus einem Stück Gemüse, Käse, Fisch oder Fleisch, das erst in einen würzigen Teig aus Kichererbsenmehl getaucht und anschließend frittiert wird. Für die Füllung wird beispielsweise auf Blumenkohl, Aubergine, Kartoffel und Zwiebel, aber auch auf Panir, Fisch oder Hühnerfleisch zurückgegriffen. Sogar Toastbrot wird vereinzelt verwendet und ist dann als Bread Pakoda bekannt. 
Oft werden Pakora als Snacks an Straßenständen verkauft. Häufig wird Ketchup, Chutney, eine Soße, ein Dip oder Raita dazu gereicht.